# Prostitute
Prostitute és un disc del grup alemany Alphaville aparegut el 1994. Després dels èxits mudiansl de la dècada de 1980 amb (Forever young), Big In Japan, Dance With Me), molts havien escrit que el grup estava acabat després de cinc anys de silenci. Amb tot, el retorn va comportar el que la crítica va dir el seu millor àlbum i un dels millors de la dècada de 1990. Prostitute té 16 que sorprenen per la mescla de jazz, new wave, synthpop, swing music, Hip-hop, balades clàssiques i so Pink Floyd. Aquest ambiciós projecte tenia però poca ambició comercial, sort en va tenir d'unes lletres interessants i d'un Marian Gold de veu excepcional. En l'àlbum següent Salvation es va tornar al so clàssic d'Alphaville.
De l'àlbum en van sortir dos singles:
- "Fools" (1994)
- "The Impossible Dream" (1994)

## Llista de temes
1. "The Paradigm Shift" – 3:47
2. "Fools" – 3:53
3. "Beethoven" – 5:25
4. "Ascension Day" – 5:45
5. "The Impossible Dream" – 4:49
6. "Parade" – 3:40
7. "Ain't It Strange" – 5:23
8. "All in the Golden Afternoon" – 3:35
9. "Oh Patti" – 1:46
10. "Ivory Tower" – 3:16
11. "Faith" – 3:56
12. "Iron John" – 3:44
13. "The One Thing" – 3:55
14. "Some People" – 4:37
15. "Euphoria" – 7:05
16. "Apollo" – 6:10